# Cold as Ice (Foreigner)
Cold as Ice è il secondo singolo estratto dall'album di debutto dei Foreigner nel 1977.
È diventata una delle canzoni più famose del gruppo, avendo raggiunto il sesto posto della Billboard Hot 100 e ottenuto un successo duraturo nel corso degli anni.

## Tracce
7" Single Atlantic 3410
1. Cold as Ice – 3:19
2. I Need You – 5:09

7" Single Atlantic A 9539
1. Cold as Ice (Remix)

## Classifiche
| Classifica (1977) | Posizione massima |
| ----------------- | ----------------- |
| Australia         | 32                |
| Belgio (Fiandre)  | 20                |
| Canada            | 9                 |
| Paesi Bassi       | 10                |
| Stati Uniti       | 6                 |
| Classifica (1978) | Posizione massima |
| Regno Unito       | 24                |
| Classifica (1985) | Posizione massima |
| Irlanda           | 18                |

## Nella cultura di massa
- Il brano venne utilizzato durante uno sketch del Saturday Night Live trasmesso il 25 marzo 1978, in cui veniva mostrato un uomo attaccato da una donna in un certo numero di modi macabri.
- La canzone è stata campionata dal DJ Scott Brown in Cold as Ice 2.[10]
- È stata inoltre ripresa dal gruppo hip hop M.O.P. nella loro canzone omonima Cold as Ice estratta come singolo dall'album Warriorz.[11]
- La canzone è presente all'interno del videogioco musicale Rock Band 3.
- Il rapper Kanye West ha utilizzato parte del brano per introdurre il pezzo Cold durante la sua performance al Glastonbury Festival nel 2015.